# えんてれ
「えんてれ」は、JC-HITSを導入しているケーブルテレビ局に加入することで視聴可能なチャンネルである。2009年4月1日放送開始。2019年4月1日より、500chにてハイビジョンでの放送を開始した。（SD画質での視聴は700chとなる。）
放送開始当初は「チャンネル700」というチャンネル名で、その名の通り、700chにて放送開始した。
「JC-HITS」サービス開始当初、チャンネル番号700番では、JCCがかつて提供していたペイ・パー・ビュー（PPV）サービス「エラボ」の番組宣伝を行っていた。このチャンネルを、地域の魅力を全国にお届けするチャンネルとして活用していきたいという想いから新たに生まれたのが始まり。
全国のケーブルテレビ局で地元向けに放送されたローカル番組、専門チャンネル・プロダクションなどの制作番組から幅広いジャンルの番組を放送している。現在は自社制作の番組の比率も高くなっている。
2010年3月までは、深夜帯（24時以降）はほとんどが通販番組で占められていたが、2010年4月以降は一般の番組も多く編成されるようになった。
2010年4月28日より、当チャンネルで放送されている番組を、JC-HITSを導入しているケーブルテレビ局のコミュニティチャンネルに供給するサービスを開始した。
毎日、4:00 - 4:30に放送を休止している。
北海道から沖縄までのケーブルテレビ局で視聴出来るがJ:COMなどの大手のケーブルテレビ局では視聴出来ないほか北海道や東海3県（愛知、岐阜、三重）、近畿地方では視聴出来るところが少ない。一方、中国地方や信越地方は比較的多い。
2014年からは自主制作番組も強化しており、「ケーブルテレビ熱血教室」や「JCC三人娘が行く!」シリーズ等、JCC社員が出演する番組もいくつか制作している。
2020年代からは、韓流ドラマなどの海外ドラマも放送している。
2024年10月1日より、当チャンネルの名称を「チャンネル700」から「えんてれ」に変更した。
「えんてれ」のコンセプトは、「全国のケーブルテレビを通して地域を応援！世の中に埋もれているまだ見ぬコンテンツを独自目線で全国に発信！」。キャッチフレーズは「まーるく、つながる!」となっている。
また、3つの縁結びが大きな特長。「地域の今を、縁結び。」「まだ見ぬ世界と、縁結び。」「ともに創る、縁結び。」
「長岡の大花火大会」などをはじめとした、全国のお祭り生中継も多数放送している。

## 視聴可能ケーブルテレビ局一覧
| 地域         | 都道府県 | ケーブルテレビ局名 |
| ------------ | -------- | --- |
| 北海道・東北 | 北海道   | 苫小牧ケーブルテレビ |
| 北海道・東北 | 青森県   | なし |
| 北海道・東北 | 岩手県   | 一関ケーブルネットワーク、岩手ケーブルテレビジョン 花巻ケーブルテレビ、水沢テレビ、遠野テレビ                                                                                          |
| 北海道・東北 | 宮城県   | 大崎ケーブルテレビ、気仙沼ケーブルネットワーク 宮城ケーブルテレビ、仙台CATV |
| 北海道・東北 | 秋田県   | 秋田ケーブルテレビ、大館ケーブルテレビ |
| 北海道・東北 | 山形県   | なし |
| 北海道・東北 | 福島県   | なし |
| 関東・甲信越 | 茨城県   | 研究学園都市コミュニティケーブルサービス、JWAY |
| 関東・甲信越 | 栃木県   | ケーブルテレビ |
| 関東・甲信越 | 群馬県   | ケーブルテレビ |
| 関東・甲信越 | 埼玉県   | ケーブルテレビ |
| 関東・甲信越 | 千葉県   | ジェイコム千葉らーばんねっとセンター、銚子テレビ放送 成田ケーブルテレビ |
| 関東・甲信越 | 東京都   | 東京ケーブルネットワーク、豊島ケーブルネットワーク 多摩ケーブルネットワーク |
| 関東・甲信越 | 神奈川県 | なし |
| 関東・甲信越 | 山梨県   | 上野原ブロードバンドコミュニケーションズ、河口湖有線テレビ放送、 CATV富士五湖、北富士有線テレビ放送、白根ケーブルネットワーク、 山梨CATV、峡東ケーブルネット、日本ネットワークサービス |
| 関東・甲信越 | 長野県   | 伊那ケーブルテレビジョン、エコーシティー・駒ヶ岳、エルシーブイ 蓼科ケーブルビジョン、テレビ北信ケーブルビジョン、丸子テレビ放送 テレビ松本ケーブルビジョン、コミュニティテレビこもろ   |
| 関東・甲信越 | 新潟県   | エヌ・シィ・ティ |
| 東海         | 静岡県   | TOKAIケーブルネットワーク、トコちゃんねる静岡 御前崎ケーブルテレビ |
| 東海         | 愛知県   | CCNet |
| 東海         | 岐阜県   | CCNet |
| 東海         | 三重県   | CCNet |
| 近畿         | 滋賀県   | 東近江ケーブルネットワーク、あいコムこうか |
| 近畿         | 京都府   | なし |
| 近畿         | 奈良県   | なし |
| 近畿         | 和歌山県 | なし |
| 近畿         | 大阪府   | ベイ・コミュニケーションズ |
| 近畿         | 兵庫県   | 明石ケーブルテレビ、朝来市ケーブルテレビ |
| 北陸         | 富山県   | 上婦負ケーブルテレビ |
| 北陸         | 石川県   | あさがおテレビ、テレビ小松 |
| 北陸         | 福井県   | 嶺南ケーブルネットワーク 、美方ケーブルネットワーク ケーブルテレビ若狭小浜 |
| 中国         | 岡山県   | 岡山ネットワーク、笠岡放送、テレビ津山 |
| 中国         | 広島県   | ケーブル・ジョイ 、MCAT 三次ケーブルビジョン、東広島ケーブルメディア |
| 中国         | 山口県   | アイ・キャン、Kビジョン、シティーケーブル周南 萩テレビ、山口ケーブルビジョン、長門市ケーブルテレビ                                                                                     |
| 中国         | 鳥取県   | なし |
| 中国         | 島根県   | ひとまろビジョン、出雲ケーブルビジョン、石見ケーブルビジョン 石見銀山テレビ放送、邑南町ケーブルテレビ放送センター、鹿足郡事務組合                                                      |
| 四国         | 徳島県   | 日本中央テレビ |
| 四国         | 香川県   | なし |
| 四国         | 愛媛県   | 今治シーエーティーブィ、ハートネットワーク |
| 四国         | 高知県   | 高知ケーブルテレビ、よさこいケーブルネット 四万十町ケーブルネットワーク |
| 九州・沖縄   | 福岡県   | ケーブルネットワーク桂川、メック、ケーブルステーション福岡 |
| 九州・沖縄   | 大分県   | なし |
| 九州・沖縄   | 佐賀県   | なし |
| 九州・沖縄   | 長崎県   | 五島テレビ、西彼ケーブルネットワーク、東彼ケーブルテレビ ケーブルテレビジョン島原、九州テレ・コミュニケーションズ                                                                      |
| 九州・沖縄   | 熊本県   | 天草ケーブルネットワーク、テレビやつしろ |
| 九州・沖縄   | 宮崎県   | ケーブルメディアワイワイ、BTV |
| 九州・沖縄   | 鹿児島県 | 皇徳寺ケーブルテレビ、南九州ケーブルテレビネット 奄美テレビ放送 |
| 九州・沖縄   | 沖縄県   | 沖縄ケーブルネットワーク |

## 主な放送番組
※2025年6月現在。 ★印：かつて放送していた番組

### 自社制作
- JCC三人娘が行く! ★
- 伊藤さとりと映画な仲間たち ★
- ケーブルテレビ熱血教室
- 情熱！日本武道館 ★
- 寄席の時間
- 東京いろもの演芸劇場
- 激闘!オセロ[7]
- 体操でおうち時間
- みさお体操 with JCC GIRLS
- すゑひろがりずのあっぱれふるさと珍道中
- 東京WORLDぐるぐるぐるめ
- 笑福亭べ瓶のイドバタッ!
- KART on TV
  - KART on TV AUTOBACS GPR KARTING SERIES[8]
- えんてれオリジナル英会話アーカイブス[9]
- ご当地健康体操
- えんてれ あにめ[10]

### 専門チャンネル・制作プロダクション・国内放送局・海外放送局制作
- CLUB TV ★
- ABC Australia
- フランス国際放送TV5MONDE
- Go West 娯楽たっぷりの旅情報番組（Elephant Production）★
- レビューOSK（OSK日本歌劇団）★
- 日本でいちばん美しい町並（工学院大学 伝統的建造物群アーカイブ実行委員会） ★
- いにしえ逍遥・旅タカラジェンヌ 極（宝塚クリエイティブアーツ）★
- プロ野球・福岡ソフトバンクホークス主催試合中継（2020年度）（BSスカパー！(2月)→スポーツライブ+（3月）※オープン戦のみ放送）★
- 落談（リーレ）★
- 海ノ民話（一般社団法人日本昔ばなし協会）
- 達人!ボキャブラ王国（espace天）
- SKYキャッスル〜上流階級の妻たち〜  ★
- サンテレビ
  - 手づくり花づくりプラス～目指せ花メン！園芸男子～★
  - 真弓&勝成のExpert GOLF ★[11]
  - ビッグフィッシング
- JAXA（2010年4月放送開始 - ★）
  - 22世紀の地球を救え!
  - 空へ宇宙へ 〜JAXA2009〜
  - ナテハとフーシギのスペース・ファインダー
  - わかったよ!天文観測衛星
- Music Japan TV
  - ミュージック・ジャパンTV ティータイム Collection[12]
- V☆パラダイス
  - 八局麻雀 ★
  - あなたといく 酒と温泉ふたり旅 ★
  - おふろやさん日和 ★
  - 女子プロレス超嬢血戦
  - 女子プロレスの輪
- GAORA
  - ごるふる ★
  - マンゲキ発信！BUZZってミキ！ ★
- 釣りビジョン
  - こちら東海です。
  - 釣りうぇ～ぶ ★
  - 釣りはじめます! ★
  - F JUNCTION（エフジャンクション）
- エンタメ～テレ
  - 戦慄女子 ★
  - よい子はマネしないでね ★
  - モテるの法則
  - つるの剛士のイジリ単車 ★
  - すみっこオカルト研究所
  - 怪談好きが集まるBAR REQUIEM
  - 怪狼～偽りのストーリーテラー～
  - 心霊グラインドハウス～ねむりめ～ シリーズ
- ダンスチャンネル by エンタメ〜テレ
  - Hawaiiフラ紀行 ★
  - DANCE BATTLE TV PROUD ★
  - カリスマ go to SKOOL!
  - WHITE SCORPION レベチっ!
  - STU48のSTUでぃダンス
- SPEEDチャンネル
  - 真券!競輪魂 ★
  - C'estキララ ★
  - ほんきートークガールズ ★
  - U字工事の真券国盗り合戦 ★
  - 熱弁!ヤマコウの場外乱トーク ★
  - ガールズバトン
  - 競輪Shin発見!
- FIGHTING TV サムライ
  - 女子プロレスのお仕事 ★
  - ZERO1アーカイブス
  - 増刊!バトル☆メン
- 歌謡ポップスチャンネル
  - 僕たちの青春ソングス～世界の景色と共に～ ★
  - 懐メロ♪ドライブミュージック ～ミッドナイト ハイウェイ編～
- BSよしもと
  - ビスケットブラザーズのラブビスケット ★
  - これが未来の新常識!教えてスタートアップ! ★
  - 令和ロマンの街話 ★

### 全国のケーブルテレビ局制作
1局2番組以上放送
- 釣りバカZ（NCV函館センター）
- 街ナカ情報発信!てけてけおじゃマップ（NCV函館センター）
- I♡ワンコTV（一関ケーブルネットワーク）
- 金太郎劇場TV（一関ケーブルネットワーク）
- 気仙沼めっけ（気仙沼ケーブルネットワーク）
- ペイ!ちゃんの潮風キッチン!（気仙沼ケーブルネットワーク）
- 仙台発!地域密着・音楽情報番組 BONBON-TV（仙台CATV）★
- みんなのテレビ（仙台CATV）
- みやぎ昭和ノスタルジック紀行（仙台CATV）
- う・ら・ら[13]（ケーブルテレビ）
- でんえんまる情報局（ケーブルテレビ）
- 八百万の神（ケーブルテレビ）
- 東京ふるさとネットワーク（東京ケーブルネットワーク）★
- あらぶんちょ散歩（東京ケーブルネットワーク）★
- 神保町昭和歌謡倶楽部（東京ケーブルネットワーク）★
- まるっと!TAMA[14]（多摩テレビ）★
- SHOKOの健康ピラティス（多摩テレビ）★
- 人類覆面化計画!覆面MANIATV（多摩テレビ）★
- ぶらたま（多摩テレビ）
- 甲斐のまつり紀行（日本ネットワークサービス）
- やまなしワイン前奏曲（日本ネットワークサービス）
- i・iネット川柳投句しよう（iネット飯山）★
- レッツゴー!まちっぷちゃん（iネット飯山）
- 桐原冬夜の生録大自然の旅（iネット飯山）
- 素でどうでしょう（伊那ケーブルテレビジョン）
- 夜の街情報番組 イチゲンさんどうでしょう（伊那ケーブルテレビジョン）
- 地域を元気に!無茶さんぽ（伊那ケーブルテレビジョン）
- 宮坂七郎のいいとこ巡り（伊那ケーブルテレビジョン）
- 手話で話そう（伊那ケーブルテレビジョン）
- 女子旅（コミュニティテレビこもろ）★
- てくてくこもろ散歩～おしえて!区の自慢!～（コミュニティテレビこもろ）
- 小諸マリアージュ（コミュニティテレビこもろ）★
- E3探検隊2！小諸ふるさと遺産めぐり（コミュニティテレビこもろ）
- ダムダムおじさん お宝探索隊[15]（TOKAIケーブルネットワーク）
- MUSIC PARTY（TOKAIケーブルネットワーク） ★
- 田中律子のもっと旅するSUP（TOKAIケーブルネットワーク） ★
- 時をかけるアメマ!寛平さんぽ（TOKAIケーブルネットワーク）
- 亮と優の静岡をゆる～く走りませんか?（TOKAIケーブルネットワーク）
- げんきでGO!（御前崎ケーブルテレビ）★
- 農園ライフ（御前崎ケーブルテレビ）★
- 未来イノベーション（アイ・シー・シー）★
- イチオシ!（アイ・シー・シー）
- ジェニファーとえいごではなそ!（松阪ケーブルテレビ）★
- すぽぉつでござる!（松阪ケーブルテレビ）
- 伊勢 美し国から（ZTV）
- 皇學館大学 大学生テレビ局（ZTV）
- 兵庫県住みます芸人モンスーンのあかし歩きますーん（明石ケーブルテレビ）
- 桂阿か枝の落語の時間（明石ケーブルテレビ）
- こころーかる!（吉備ケーブルテレビ）★
- チキチキジョニーの拝見!ほっこり一品（吉備ケーブルテレビ）★
- 東京ホテイソンの発掘!ぼっけえもん（吉備ケーブルテレビ）★
- 原田侑子の風と気ままに（アイ・キャン）★
- エニタイム ミュージック（アイ・キャン）
- にんげんのGo!（山口ケーブルビジョン）★
- 絶景!滝見物 落差1000RE（山口ケーブルビジョン）
- 発掘!!佐伯の方言大全集（ケーブルテレビ佐伯）★
- 佐伯深掘り漫遊記（ケーブルテレビ佐伯）★
- ワイワイ釣り三昧（ケーブルメディアワイワイ）
- ユネスコエコパーク紀行（ケーブルメディアワイワイ）
- ひなとりっぷ（ケーブルメディアワイワイ）★
- あまくま歩人（沖縄ケーブルネットワーク）
- 沖縄よんな～街歩き こんにちは!ベンビーです。（沖縄ケーブルネットワーク）★
- ももあげっ!（沖縄ケーブルネットワーク）
- 沖縄の～じ探検隊 ～あなたのお名前なんですか!?～（沖縄ケーブルネットワーク）

1局1番組放送
- スポコンチャンネル（秋田ケーブルテレビ）
- あいラブせんりゅう（大崎ケーブルテレビ）★
- 神保シェフと茨城をたべよう（JWAY）★
- 企業のチカラ（エヌ・シィ・ティ）
- ボウリングアカデミー（ケーブルテレビ富山）★
- 気軽にフィットネス（小林テレビ設備）
- 杉山修のハツラツ!（飛騨高山ケーブルネットワーク）★
- たのむわ島ちゃん（嶺南ケーブルネットワーク）★
- 京見新々～きょうみしんしん～（洛西ケーブルビジョン）★
- HYPER DASH基地（ベイ・コミュニケーションズ）
- 出雲のほそ道（出雲ケーブルビジョン）
- たべものがたり　元木食堂（Kビジョン）★
- ゴルフへ行こう！女子プロ編（ハートネットワーク）
- Kochi on TV!（高知ケーブルテレビ）★
- 四万十うぉっちんぐ（四万十ケーブルテレビ）★
- この坂のぼれば（長崎ケーブルメディア）
- 草野プロのわくわくGOLF（CTBメディア）
- 草野忠重のGolf clinic（大分ケーブルテレコム）★
- 爆旅道中記（天草ケーブルネットワーク）
- 新・霧島放浪記（南九州ケーブルテレビネット）★

複数局共同制作番組放送
- 信越トライウォーク（信越地方のケーブルテレビ8局共同制作）★
- 長野県ご当地○○対決!（長野県のケーブルテレビ5局共同制作）★
- 今日は釣り吉（四国中央テレビ・ハートネットワーク・三豊ケーブルテレビの四国3局共同制作）